# Lutz Hasse (Meteorologe)
Lutz Hasse (* 17. August 1930 in Hindenburg, Oberschlesien; † 1. März 2016 in Kiel) war ein deutscher  Meteorologe.

## Werdegang
Hasse war von 1968 bis 1980 Professor für Geophysik/Meteorologie an der Universität Hamburg und anschließend von 1980 bis 1995 als Professor und Leiter der Maritimen Meteorologie am ehemaligen Institut für Meereskunde an der Christian-Albrechts-Universität zu Kiel tätig.
Dem Zusammenwirken von Atmosphäre und Ozean mit den Flüssen von Energie und Impuls an der Meeresoberfläche galt sein Hauptinteresse. Seine langjährigen Forschungsarbeiten führten zu entscheidenden Verbesserungen der Niederschlagsmessungen auf See. Hasse entwickelte zusammen mit seinen Mitarbeitern erstmals ein Messverfahren, das die Verfälschung der Niederschlagsmessung auf Schiffen im Wesentlichen aufhob.
Im Jahr 1998 erhielt Hasse die Alfred-Wegener-Medaille der Deutschen Meteorologischen Gesellschaft (DMG) und 2007 wurde er von der DMG für seine wissenschaftlichen Leistungen und seine Verdienste bei der Etablierung des Anerkennungsverfahrens mit der Ehrenmitgliedschaft ausgezeichnet. Bis heute (Stand Ende 2020) hat die DMG nur sechs Ehrenmitgliedschaften verliehen.